# Microcampylopus laevigatus
Microcampylopus laevigatus är en bladmossart som beskrevs av Giese och G. Frahm 1986. Microcampylopus laevigatus ingår i släktet Microcampylopus och familjen Dicranaceae. Inga underarter finns listade i Catalogue of Life.